# Otterburn (Northumberland)
Otterburn ist  eine Kleinstadt in Northumberland, England, 50 Kilometer nordwestlich von Newcastle upon Tyne am Ufer des River Rede in der Nähe der Einmündung des Otter Burn – nach diesem Bach ist der Ort benannt. Otterburn liegt in den Cheviot Hills im nach dem River Rede benannten Redesdale, nur 26 Kilometer von der schottischen Grenze entfernt.
Die Otterburn Training Area, einer der größten Truppenübungsplätze der British Army (240 km²) liegt ganz in der Nähe der Ortschaft.

## Geschichte
Im Jahre 1388 fand hier die große Schlacht von Otterburn zwischen einer englischen und einer schottischen Armee statt. Der Schotte James Douglas, 2. Earl of Douglas fiel in Nordengland ein, wobei er die Rivalität zwischen den beiden englischen Hochadeligen Ralph Neville, 1. Earl of Westmorland und Henry Percy, 1. Earl of Northumberland ausnützen wollte. In der Schlacht fiel zwar James Douglas, die Schotten nahmen jedoch Henry Percy, den Sohn des gleichnamigen Earls und Heerführer in der Schlacht, gefangen und errangen den Sieg. Die Toten, mehr als 1000 Engländer und 200 Schotten, wurden zur St. Cuthbert's Church im District Alnwick, ungefähr 5 km vom Schlachtfeld entfernt, gebracht und dort begraben.

## Bildergalerie

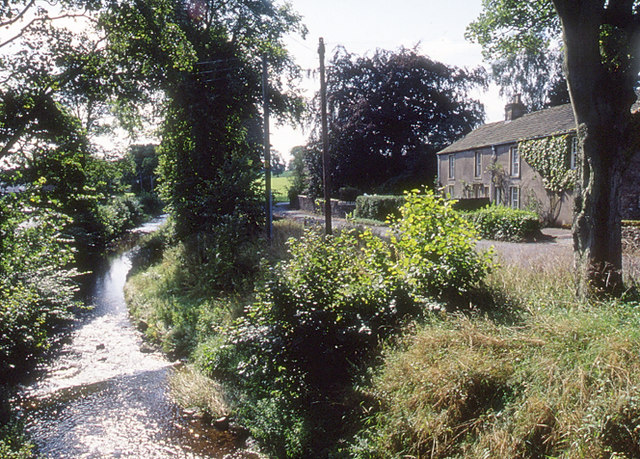
Der Otter Burn bei Otterburn
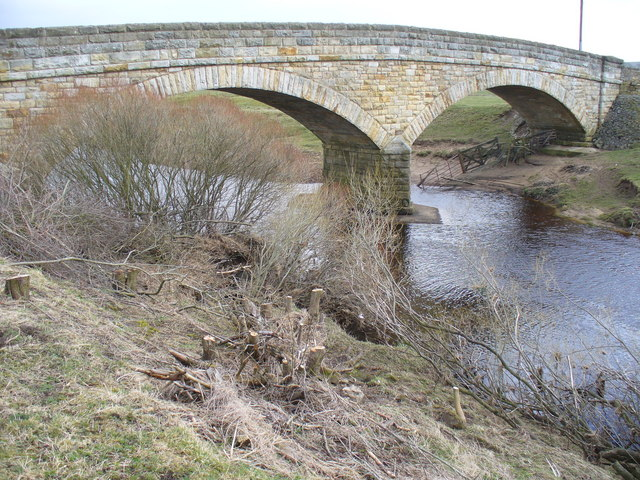
Otterburn Bridge und River Rede
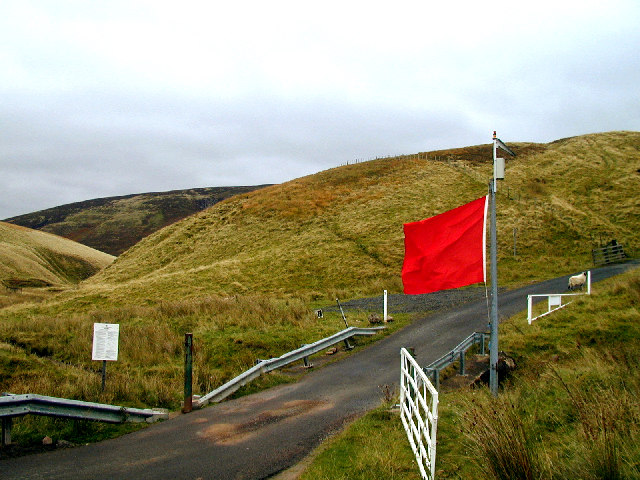
Otterburn Training Area
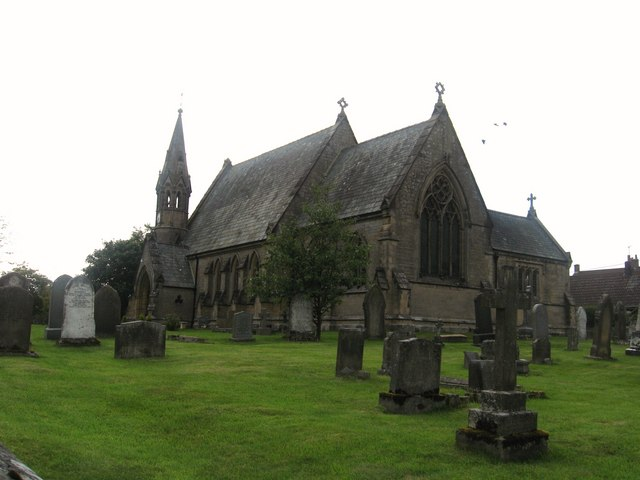
St. John the Evangelist
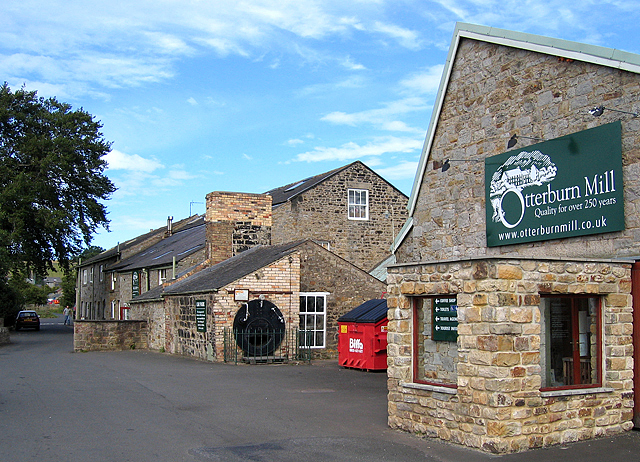
Otterburn Mill (jetzt ein Restaurant)
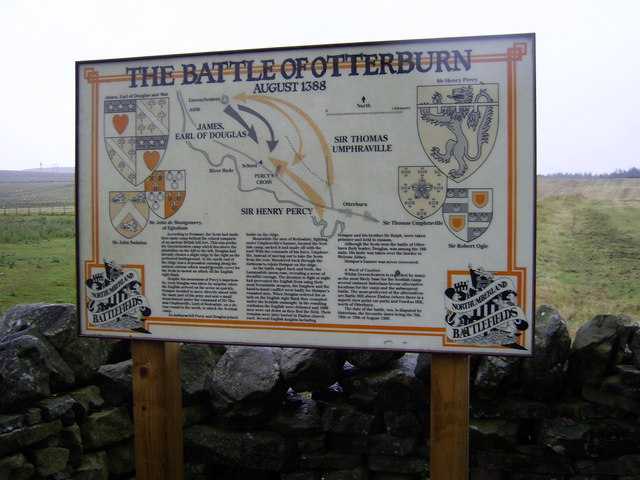
Schautafel der Schlacht von Otterburn